# 板鬼
板鬼（いたおに）は、『今昔物語集』に登場する妖怪。
名称は妖怪漫画家・水木しげるの著書によるもので、原典には板の鬼（いたのおに）とある。
『今昔物語集』の時代には、「鬼」という字は妖怪の総称のように用いられていた。従って「板鬼」の名は「板の妖怪」を意味しており、いわゆる2本角の鬼との関連性はない。

## 物語
ある年の夏。2人の若侍が宿直の役に当たっていた。
夜更けにふと建物の棟の上を見ると、1枚の板が突き出ていた。何者の仕業だろうと2人は訝しげに思って見ていると、板が7、8尺ばかり伸びて飛び出し、そのまま2人の方へ飛んで来た。
さては化け物に違いないと、2人は刀を抜いた。ところが板は2人の方ではなく、傍らの格子の隙間にこそこそと入り込んだ。その向こうには5人の侍が寝ていたが、苦しい唸り声が何度か聞こえたので、驚いた若侍たちが灯りを灯して駆けつけると、寝ていた侍たちは何かに押し潰されたように圧死していた。あの怪しい板は忽然と消えており、外へ逃げた気配もなかった。
これを知った人々は、板は自分を斬ろうと待ち構えていた若侍を避け、刀を持たずに寝ていた侍を襲ったことから、男たる者は如何なる時も刀を手放してはならないと、戒め合ったという。